# Isabel de Saisset
Isabel de Saisset, ou "Belle"” como era carinhosamente chamada pelos pais e irmãos, nasceu em 24 de março de 1876. Era a filha caçula de Pedro e neta mais nova do imperador do Brasil D. Pedro I. Pode ter sido assim batizada em homenagem à prima princesa D. Isabel, filha de D. Pedro II, com quem nunca teve contato.

## Vida
A menina, xodó da família, gostava de brincar no rancho com os animais e achava San Jose o melhor lugar para estar. Mesmo quando recebia cartas do irmão mais velho, contando sobre as novidades da efervescente Paris, respondia com um sonoro “não troco San Jose. Aqui tem de tudo também!”. 
Assim como os irmãos, aprendeu o francês. Aos 10 anos, tinha a preocupação de expressar-se corretamente no idioma natal de seu pai.  “No ano que vem escreverei uma carta bem mais longa”, promete ela aos pais, em 1886.
Quando Belle já era adulta, em 1904, sua mãe recebeu uma carta bastante simpática. Um parente da França contava que havia se mudado para a Califórnia e manifestava seu interesse em visitá-los. Os de Saisset jamais tinham ouvido falar de Jacques de Peretti de la Rocca, o primo conde que agora era vice-cônsul do seu país, em São Francisco. 

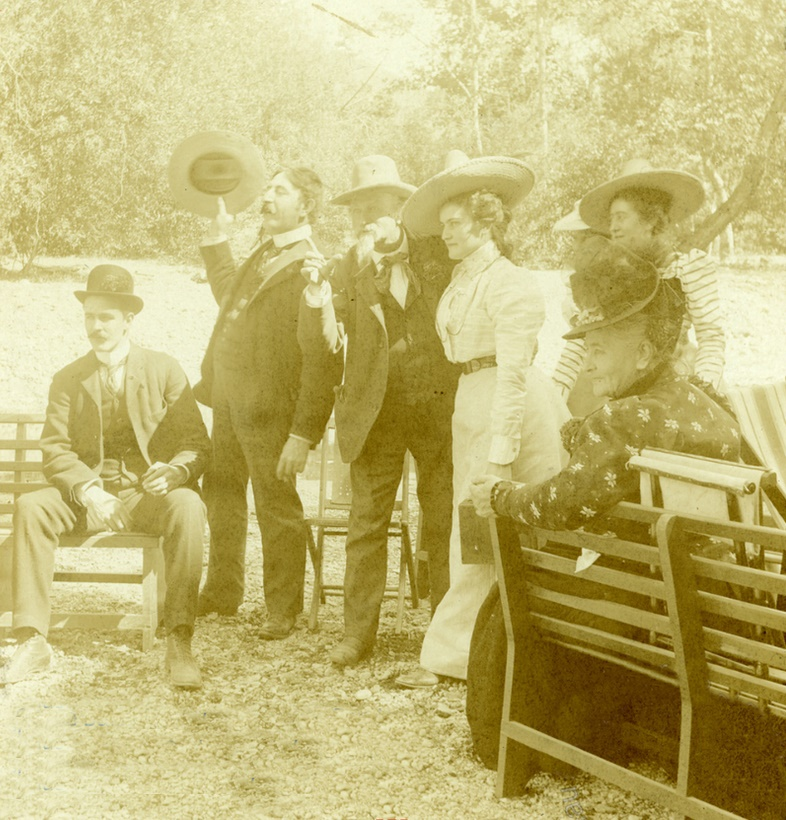
A Família Saisset

Tratava-se de um neto de Marguerite Saisset, aquela irmã de Pierre, que morou no Rio de Janeiro, na primeira metade do século XIX. Marguerite cortou os laços com Clémence, devido ao caso da cunhada com D. Pedro I, e nunca a perdoou pela morte do irmão. Pierre morreu de febre amarela em 1852, sozinho, em casa, na Rua da Quitanda. Pedro e Ernest cresceram sem contato com esse braço da família.
Mas o primo Jacques foi muito bem recebido em San Jose, e passou a visitar os parentes com uma certa frequência. Era o fim de uma rusga familiar, que durou mais de 50 anos. 
O rapaz passou a ser visto regularmente na companhia de Isabel e de sua irmã Henriette, até que um jornal local publicou uma notinha na coluna social, dizendo que Henriette estaria experimentando vestidos de noiva. O verdadeiro casal, então, resolveu se apresentar. A namorada de Jacques era, na verdade, a bela Isabel de Saisset.
O relacionamento de Isabel e Jacques evoluiu para um noivado a longa distância porque o diplomata e conde de la Rocca voltou para a Europa, onde trabalhou na Grécia, na Itália e na Turquia. Depois, conseguiu uma transferência para Cólon, no Panamá. Assim, ficaria mais perto da amada, que vivia na Califórnia. O casamento estava previsto para abril de 1912.
Em um domingo, porém, dia 10 de dezembro de 1911, Jacques saiu com amigos para nadar. Algum tempo depois, todos deixaram a água, menos ele. O grupo iniciou as buscas pelo diplomata, que terminaram quando o corpo dele foi encontrado. Jacques morreu aos 36 anos e a suspeita é de que tenha sofrido uma parada cardíaca enquanto nadava. 
A morte súbita do noivo deixou Isabel desconsolada. Ela já havia perdido o irmão mais velho, o pai e a mãe. Com Jacques, tencionava construir uma nova família.

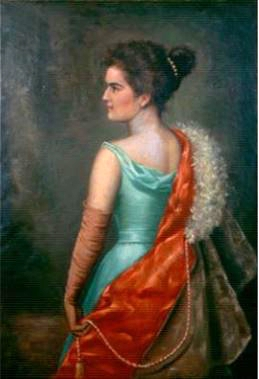
Isabel, pintura feita por seu irmão Ernest Saisset

A irmã Henriette foi seu esteio nesse momento dor e Belle finalmente conseguiu encontrar um propósito para seguir com a sua vida. Passou a trabalhar junto a organizações de caridade, que atuavam na África e na América Central. Dedicou-se ao próximo e doou boa parte de sua herança para a construção de escolas e hospitais. 
Depois dessa tragédia, Isabel não teve mais nenhum relacionamento amoroso. Foi a última descendente de  Pedro de Saisset, filho biológico do imperador D. Pedro I, e faleceu em 22 de abril de 1950. Pela falta de herdeiros, deixou em testamento toda a fortuna da família para a Universidade de Santa Clara, juntamente com o seu desejo de que fosse construído um museu que abrigasse as obras de arte de seu irmão, o pintor Ernest de Saisset. 